# Сухомлинка
Сухомлинка, Сухомлин — річка в Україні, у Семенівському районі Чернігівської області. Ліва притока Ірванця (басейн Дніпра).

## Опис
Довжина річки 11 км., похил річки — 1,9 м/км. Площа басейну 66,0 км².

## Притоки
- Селище (права).

## Розташування
Бере початок на північній стороні від Селища. Тече переважно на північний схід понад Жадовим і на південному сході від Кутів Других впадає у річку Ірванець, ліву притоку Ревни.